# Demodulace
Demodulace je proces, při kterém se získává z modulovaného vysokofrekvenčního nosného signálu zpět původní modulační signál. Podstata demodulace spočívá v oddělení vysokofrekvenčního nosného signálu od nízkofrekvenčního modulačního signálu.
Demodulace se uskutečňuje pomocí nelineárních prvků (diody a tranzistory). Obvody používané pro demodulaci se nazývají demodulátory (frekvenční modulace), nebo detektory (amplitudová modulace).